# تي في أكس كيو
فرقة تي في إكس كيو (تُكتب بأسلوب TVXQ!؛ بالكورية: 동방신기؛ بالحروف الصينية التقليدية: 東方神起؛ وتعني حرفيًا "الآلهة الصاعدة من الشرق"، بالصينية: 東方神起) والمعروفة في اليابان باسم توهوشينكي، هما ثنائي كوري جنوبي في مجال البوب أسسته شركة إس إم إنترتينمنت، ويتألف من العضوين يونهو المعروف بـ"يو-نو" وماكس تشانغ مين.
كانت الفرقة في البداية تتألف من خمسة أعضاء هم هيرو جاي جونغ وميكي يوشون وزياه جون سو بالإضافة إلى العضوين الحاليين. نالت الفرقة شهرة واسعة بعد إصدار أول أغنية منفردة بعنوان "عناق" (2004). وقد حققت ألبوماتهم الأربعة الأولى كفرقة كاملة وهي "مثلث" (2004)، و"شمس الصاعدة" (2005)، و"أو"-جونغ.بان.هاب. (2006)، و"مروتيك" (2008)، نجاحًا تجاريًا كبيرًا في كوريا الجنوبية، حيث فاز ألبوم "مروتيك" بجائزة القرص الذهبي لأفضل ألبوم للعام. ضمّ ألبوم "مروتيك" أيضًا أغنيتهم الشهيرة "مروتيك" (2008)، التي اعتبرها النقاد العالميون من أبرز أغاني الكي-بوب. كانت تي في إكس كيو من أوائل الفنانين الكوريين الذين قادوا موجة الكي-بوب في اليابان، واكتسبوا شهرة واسعة هناك مع صدور ألبومهم الياباني الرابع "الشفرة السرية" (2009).
ورغم النجاح التجاري، تعرضت الفرقة لأزمة قانونية وصراعات داخلية حين حاول ثلاثة من أعضائها هم جاي جونغ ويوشون وجون سو الانفصال عن وكالة إس إم إنترتينمنت في عام 2010. وقبل رحيلهم، أصدرت الفرقة ألبومها الياباني الأخير كفرقة من خمسة أعضاء بعنوان "أفضل اختيار 2010"، الذي تصدر قائمة أوريكون للألبومات وأحتوى على أغنيتين بيعتا بمبيعات بلاتينية، من بينها أغنية "شارك العالم" (2009) التي كانت موضوع أغنية أنمي "ون بيس".
عادت تي في إكس كيو بعد توقف استمر عامًا كثنائي مع إصدار ألبومهم الكوري الخامس "احتفظ برأسك مرفوعًا" (2011)، الذي تصدر قوائم الألبومات في معظم الأسواق الآسيوية الكبرى. كما عزز أول ألبومين لهم في اليابان كثنائي، "النغمة" (2011) و"الزمن" (2013)، مكانتهم كواحدة من أبرز الفرق التي تقوم بجولات في اليابان. ألبومهم الياباني العاشر "إكس في" (2019) جعل منهم أول فنان أجنبي في اليابان يحقق ستة ألبومات متتالية في المركز الأول.
تعد تي في إكس كيو من أنجح الفرق الموسيقية الآسيوية في جيلها مع بيع أكثر من عشرة ملايين نسخة مادية خلال أول عشرة أعوام من مسيرتهم. يُلقبون أحيانًا بـ"نجوم آسيا" و"ملوك الكي-بوب" نظرًا لنجاحهم الكبير ومساهماتهم في انتشار موجة الكي-بوب. وبحسب إحصائيات أوريكون، فهم يمتلكون أكبر عدد من الأغاني والألبومات التي تصدرت المراتب الأولى لفنان أجنبي في اليابان، كما أنهم الفنان الأجنبي الأكثر مبيعًا في تاريخ اليابان. كما أن جولتهم "جولة الزمن" كانت من أعلى الجولات الموسيقية دخلاً في عام 2013، وحطمت أرقام حضور الفنانين الأجانب هناك حتى عام 2017، حينما حطمت تي في إكس كيو رقمها القياسي مع جولة "ابدأ من جديد". وهم أول فناني آسيا غير اليابانيين يتصدرون جولة في خمسة قباب كبرى في البلاد، وأول فنانين أجانب يقيمون حفلاً في ملعب نيسان. وقد وصفت مجلة بيلبورد الفرقة بأنها "ملوك الكي-بوب".